# Las Cejas
Las Cejas es una comuna rural perteneciente al departamento Cruz Alta, de la provincia de Tucumán, Argentina.

## Historia
El primer habitante de la zona fue el Coronel Roque Sejas.
La estancia fue adquirida por Roque Sejas al fisco el 24 de junio de 1851. Tenía alrededor de 50 años y había nacido en el lugar.

## Población
Cuenta con 1,826 habitantes (Indec, 2010), lo que representa un incremento del 11% frente a los 1,638 habitantes (Indec, 2001) del censo anterior.
| Gráfica de evolución demográfica de Las Cejas entre 1991 y 2010 |
|                                                                 |
| Fuente: Censos nacionales del INDEC                             |

## Ubicación
Se encuentra a 54 km al Este de la capital provincial San Miguel de Tucumán y tiene como vías de acceso a las rutas provinciales 303 y 345.
Limita al norte con la comuna rural de Piedrabuena, al este con el Departamento Jiménez (Santiago Del Estero), al sur con la comuna rural de Los Pereyra y al oeste con las comunas rurales de Los Pérez y Los Ralos.

## Sismicidad
La sismicidad del área de Tucumán (centro norte de Argentina) es frecuente y de intensidad baja, y un silencio sísmico de terremotos medios a graves cada 30 años.
- Sismo de 1861: aunque dicha actividad geológica catastrófica, ocurre desde épocas prehistóricas, el terremoto del 20 de marzo de 1861 (164 años) con 12.000 muertes,[3] señaló un hito importante dentro de la historia de eventos sísmicos argentinos ya que fue el más fuerte registrado y documentado en el país. A partir del mismo la política de los sucesivos gobiernos del norte y de Cuyo han ido extremando cuidados y restringiendo los códigos de construcción.[2] Y con el terremoto de San Juan de 1944 del 15 de enero de 1944 (81 años) los gobiernos tomaron estado de la enorme gravedad crónica de sismos de la región.
- Sismo de 1931: de 6,3 de intensidad, el cual destruyó parte de sus edificaciones y abrió numerosas grietas en la zona[3][2]